# 神戸市主要地方道神戸停車場線
神戸市主要地方道神戸停車場線（こうべししゅようちほうどうこうべていしゃじょうせん）は、兵庫県神戸市中央区を通る市道（主要地方道）。

## 概要
JR神戸駅北口ロータリーと国道28号を結ぶ。神戸駅北口ロータリーと国道28号を結ぶ道路は複数存在するが、当路線は片側1車線で起終点とも信号は設置されておらず、湊川神社表門の向かいが終点となる。

### 路線データ
- 起点 : 神戸停車場（神戸市道若菜神戸駅線交点）
- 終点 : 神戸市中央区（国道28号交点）[注釈 1][2]
- 路線延長 : 0.1 km[3]

## 歴史
- 1954年（昭和29年）1月20日 - 昭和29年建設省告示第16号「主要な都道府県道及び市道」において、神戸市道神戸駅大倉山線の一部が神戸停車場線として主要地方道に指定される

## 地理

### 通過する自治体
- 神戸市（中央区）

### 交差する道路
- 国道28号（多聞通り、中央幹線、兵庫県道21号神戸明石線重複）

### 沿線・周辺
- JR神戸駅
  - デュオこうべ
- 神戸高速線高速神戸駅
  - メトロこうべ
- 湊川神社